# Hov (gmina)
Hov (far. Hovs kommuna, duń. Hove kommune) – jedna z mniejszych gmin na archipelagu Wysp Owczych. Graniczy ona z Fámjins, Porkeris, Tvøroyrar i Vágs kommuną. Siedzibą władz gminy jest Hov.
Gmina leży w centralnej części wschodniego wybrzeża wyspy Suðuroy. Zajmuje powierzchnię 10,3 km².
Gminę według danych na 1 stycznia 2014 zamieszkuje 118 mieszkańców.

## Historia
W 1872 roku powstała Suðuroyar Prestagjalds kommuna, obejmująca tereny wyspy Suðuroy. Sześć lat później zaczęły się oddzielać od niej mniejsze gminy. W 1908 roku powstała w ten sposób gmina Porkeri, z której 12 lat później wydzielono Hovs kommuna.

## Populacja
Gminę zamieszkuje 118 osób. Współczynnik feminizacji wynosi 93 (na 57 kobiet przypada 61 mężczyzn). Jest to społeczeństwo starzejące się. Około 27% ludności stanowią osoby w wieku powyżej sześćdziesięciu lat, podczas gdy osób młodszych niż lat dwadzieścia jest prawie 16%. Dużą grupę (20% społeczeństwa) stanowią ludzie w wieku 50-60 lat.
Populacja gminy Hov od roku 1960 stopniowo maleje. Wówczas mieszkały tam 183 osoby, ponad 30% poniżej piętnastego roku życia. Od lat 70. zaczął się krótki okres przyrostu liczby ludności w Hovs kommuna, albowiem zaczęły się rodzić dzieci dorosłej już wówczas młodzieży z roku 1960. Populacja wzrosła ze 144 osób w roku 1977 do 165 w 1990. Wówczas jednak na Wyspach Owczych miał miejsce kryzys gospodarczy, który spowodował masową emigrację i do roku 2000 liczba mieszkańców gminy spadła do 119. Po krótkim okresie wzrostu (w roku 2005 131 ludzi) nastąpił ponowny spadek osób zamieszkujących Hovs kommuna, co wywołane jest głównie jej izolacją i przenoszeniem się ludzi młodych do większych ośrodków.

## Polityka
Burmistrzem gminy Hov jest Delmar Tausen z partii Fólkaflokkurin. Jest to jedyna partia, która posiada swoich przedstawicieli w gminnym samorządzie. Ostatnie wybory do niego odbyły się w roku 2012, a w ich wyniku wybrano pięciu radnych. Wyniki przedstawiały się następująco:
| Lista | Nazwa partii                   | Głosy | Procent | Mandaty | Mandaty |
| ----- | ------------------------------ | ----- | ------- | ------- | ------- |
| A     | Partia Ludowa (Fólkaflokkurin) | 77    | 100     | 5       | 0       |
|       | Suma                           | 77    | 100     | 5       | 0       |

| Lista A        | Lista A               | Lista A        |
| Fólkaflokkurin | Fólkaflokkurin        | Fólkaflokkurin |
| Nr             | Kandydat              | Głosy          |
| -------------- | --------------------- | -------------- |
| 1.             | Selma R.F. Johannesen | 2              |
| 2.             | Niels F.J. Hammer     | 6              |
| 3.             | Margret Jóhannsdóttir | 5              |
| 4.             | Jónsvein Hovgaard     | 24             |
| 5.             | Delmar Tausen         | 25             |
| 6.             | Bergljót H.B. Ludvig  | 8              |
| 7.             | Annika J. Joensen     | 7              |
|                | Lista                 | 0              |

Frekwencja wyniosła 74,76% (zagłosowało 77 osób ze 103 uprawnionych). Nie oddano pustych kart ani głosów nieważnych. Pogrubieni zostali obecni członkowie rady gminy Hov.

## Miejscowości wchodzące w skład gminy Hov
| Miejscowość | Liczba mieszkańców (01.01.2014) | Krótki opis | Zdjęcie             |
| ----------- | ------------------------------- | --- | ------------------- |
| Hov         | 118                             | Jedyna miejscowość w gminie Hov, a jednocześnie jej centrum administracyjne. Miejscowość założoną w X wieku miał zamieszkiwać wiking Havgrímur, który rządził wówczas połową Wysp Owczych. Prace wykopaliskowe w jego miejscu pochówku przeprowadzone zostały w 1834, jednak wykonywali je amatorzy, przez co zostało ono mocno zniszczone. Kościół znajdujący się w miejscowości wzniesiono w 1853 roku, jednak w Hov znalazł się dopiero po przeniesieniu z pobliskiego Vágur w 1942. | Hov od strony lądu. |